# La buona famiglia
La buona famiglia è un'opera teatrale in prosa in tre atti di Carlo Goldoni del 1755, messa in scena per la prima volta a Venezia durante l'autunno di quell'anno, senza incontrare il favore del pubblico. L'autore attribuì l'insuccesso alla pessima qualità degli attori.
Si tratta di una commedia di buoni sentimenti sulla scia de La putta onorata e de La buona moglie, che tuttavia avevano avuto una ben più favorevole accoglienza.

## Trama
Anselmo riuscirà a riportare la serenità in casa, offuscata dai maneggi degli avidi coniugi Raimondo e Angiola, amici di famiglia.

## Poetica
Secondo Giuseppe Ortolani, l'idillio coniugale di Fabrizio e Costanza, contrapposti alla coppia Raimondo e Angiola, è sdolcinato e poco verosimile.
Scrisse l'autore nella prefazione alla commedia: Per detto comune di tutti, non dovea la presente Commedia aver quell’esito poco felice, ch’ella ebbe la prima volta che fu in Venezia rappresentata. È vero ch’ella non è molto brillante, ma alquanto seria; però non manca del suo ridicolo e ne ha tanto che basta per l’argomento di cui si tratta. Io non soglio mai difendere le cose mie, quando le veggo disapprovate; ma questa posso difenderla francamente, perché di essa ho avuto parecchie congratulazioni da persone che contano, e che possono ammaestrarmi. Mi hanno detto che la mia Buona Famiglia non ha in se stessa verun difetto, che l’azione è perfetta, che l’argomento è nobile, istruttivo, morale, la condotta assai ragionevole, i caratteri naturali, e il fine della Commedia ottimo ed esemplare.